# Einhorn (Sternbild)
Das Einhorn (griechisch Monoceros) ist ein Sternbild südlich des Himmelsäquators.

## Beschreibung

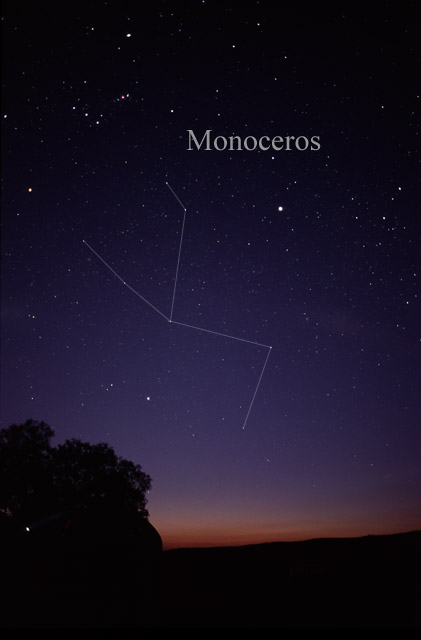
Das Sternbild Einhorn, wie es mit dem bloßen Auge gesehen werden kann

Das Einhorn ist ein relativ unscheinbares Sternbild östlich des markanten Orion und nördlich des hellen Sterns Sirius im Großen Hund. Es enthält lediglich zwei Sterne, die heller als die 4. Größenklasse sind.
Durch das Einhorn zieht sich das Band der Milchstraße, daher enthält es eine Reihe von nebligen Objekten, wie den offenen Sternhaufen M50 und den Rosettennebel.

## Geschichte
Das Einhorn gehört nicht zu den klassischen 48 Sternbildern der Antike.
Es wird dem niederländischen Kartografen Petrus Plancius zugeschrieben, der 1612 einen Himmelsglobus erstellte, auf dem er acht neue Sternbilder abbildete, darunter Monoceros Unicornis.
Jacob Bartsch nahm es 1624 in sein Planisphaerium Stellaris als Unicornus in seine Sternkarten auf und schrieb ihm ein christliches Motiv zu: Das Einhorn wird in der lateinischen Bibel (Vulgata) mehrmals erwähnt (Psalmi iuxta LXX 21:22, 28:6, 91:11; Isaias 34:7); moderne Bibelübersetzungen sprechen hier jedoch von Büffeln. Plancius selbst hinterließ seine Gründe, diese Sternbilder einzuführen, nicht. Im Bestiaire Divin de Guillaume aus dem 13. Jahrhundert steht, dass das Einhorn ruhig liegt und eingefangen werden kann, wenn eine Jungfrau seine Jagdgründe betritt. Das Einhorn soll Jesus Christus darstellen und sein Horn die Göttliche Wahrheit.
Heinrich Wilhelm Olbers und Ludwig Ideler wiesen allerdings darauf hin, dass die Konstellation bereits vor 1564 beschrieben wurde. Nach Joseph Scaliger soll es auf einem antiken persischen Himmelsglobus abgebildet sein.

## Himmelsobjekte

### Sterne
| B   | F  | Namen o. andere Bezeichnungen | Größe (mag) | Lj   | Spektralklasse |
| --- | -- | ----------------------------- | ----------- | ---- | -------------- |
| β   | 5  |                               | 3,76        | 691  | B3 V + B3ne    |
| α   | 26 | Lukida, Lucida                | 3,94        | 144  | K0 III         |
| γ   | 5  |                               | 3,99        | 645  | K3 III         |
| δ   | 22 |                               | 4,15        |      |                |
| ζ   | 29 |                               | 4,36        | 1853 | G2 Ib          |
| ε   | 8  |                               | 4,39        | 128  | A5 IV          |
| 400 | 13 | 13 Monocerotis                | 4,47        | 2680 | A0 Ib          |
| 400 | 18 |                               | 4,48        | 373  | K0 III         |
| 400 | 15 |                               | 4,66        | 1023 | O7             |
| 400 | 28 |                               | 4,69        | 473  | K4 III         |
| 400 | 17 |                               | 4,77        | 485  | K4 III         |
| 400 | 20 |                               | 4,91        | 211  | K0 III         |
| 400 | 27 |                               | 4,93        | 250  | K2 III         |
| 400 | 3  | 3 Monocerotis                 | 4,94        | 980  | B5 III         |
| 400 | 19 |                               | 4,99        | 1117 | B1 V           |
| 400 | 2  |                               | 5,04        | 328  | A6m            |
| 400 |    | HR 2205                       | 5,06        | 1204 | B2 V           |
| 400 | 10 |                               | 5,06        | 1354 | B2 V           |
| 400 |    | HR 2508                       | 5,08        | 1310 | M1 II          |
| 400 |    | HR 2395                       | 5,09        | 537  | B5 Vn          |
| 400 | 25 |                               | 5,14        | 202  | F6 III         |
| 400 |    | HR 2334                       | 5,19        | 951  | K1 II          |
| 400 |    | HR 2142                       | 5,19        | 919  | B2 Vne         |
| 400 |    | HR 2469                       | 5,21        | 378  | M0 III         |
| 400 |    | HR 2639                       | 5,22        | 682  | M2 III         |
| 400 |    | HR 2375                       | 5,22        | 211  | A3 V           |
| 400 | 7  |                               | 5,27        | 824  | B2 V           |
| 400 |    | HR 2267                       | 5,36        | 511  | K1 III         |
| 400 |    | HR 2154                       | 5,37        | 2132 | B5 IV          |
| 400 |    | HR 2381                       | 5,43        | 870  | K2 III         |
| 400 |    | HR 2572                       | 5,44        | 485  | A4 IV          |
| 400 | 21 |                               | 5,44        | 261  | F2 V           |
| 400 |    | HR 3014                       | 5,49        | 238  | K5 III         |

α Monocerotis ist ein 144 Lichtjahre entfernter, orange leuchtender Stern der Spektralklasse K0 III.
γ Monocerotis ist 645 Lichtjahre entfernt und gehört der Spektralklasse B2 IV an.

### Mehrfachsterne
| System | Größen (mag)    | Abstand    |
| ------ | --------------- | ---------- |
| β      | 4,5 / 5,4 / 5,6 | 7,3 / 2,8" |
| ε      | 4,4 / 6,7       | 13,3"      |

β Monocerotis ist ein Mehrfachsternsystem in 691 Lichtjahren Entfernung. Dabei umkreisen drei Sterne der Spektralklassen B3 ein gemeinsames Zentrum. Da die Sterne in relativ weitem Abstand auseinander stehen, kann man sie bereits mit einem kleinen Teleskop beobachten. Wilhelm Herschel entdeckte das System 1781 und beschrieb es als einen der schönsten Anblicke am Himmel.
ε Monocerotis ist ein 128 Lichtjahre entferntes Doppelsternsystem. Die beiden Komponenten gehören den Spektralklassen A5 und F5 an. Das System kann ebenfalls mit einem kleinen Teleskop beobachtet werden.

### Veränderliche Sterne
| Stern | Größe (mag)    | Periode     | Typ                           |
| ----- | -------------- | ----------- | ----------------------------- |
| U     | 5,8 bis 7,2    | 92 Tage     | Halbregelmäßig Veränderlicher |
| T     | 5,6 bis 6,6    | 27,025 Tage | Cepheid                       |
| R     | 10 bis 12      |             |                               |
| V838  | 6,75 bis 15,74 |             |                               |

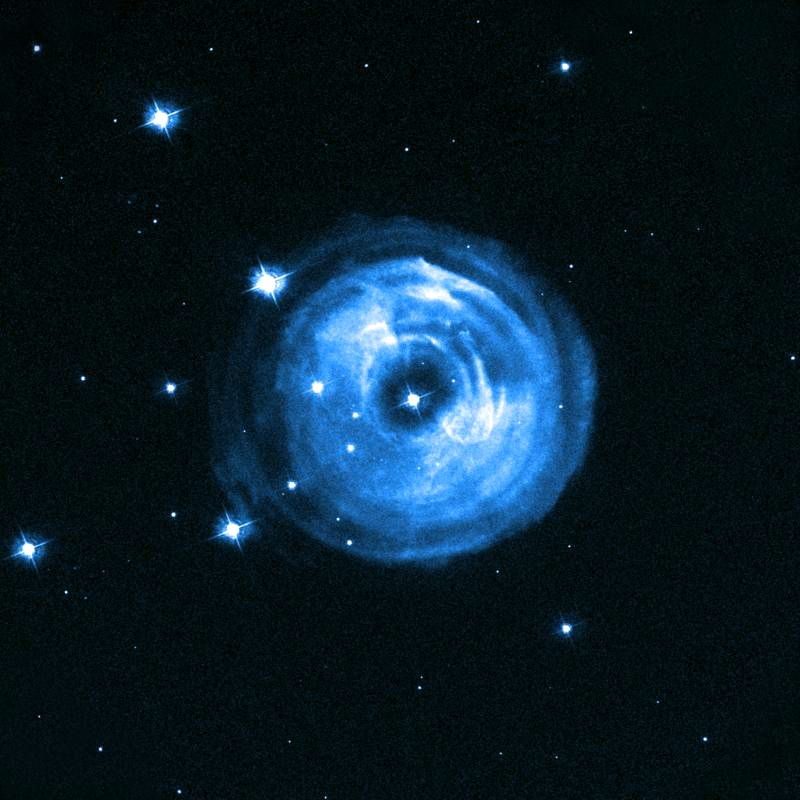
Bild der Nova V838, aufgenommen mit dem Hubble-Weltraumteleskop

U Monocerotis ist ein 4000 Lichtjahre entfernter halbregelmäßig veränderlicher Stern, der seine Helligkeit über einen Zeitraum von etwa 92 Tagen verändert.
T Monocerotis ist 8000 Lichtjahre entfernt und gehört der leuchtkräftigen Gruppe der Cepheiden an. Seine Helligkeit verändert sich innerhalb eines Zeitraumes von 27 Tagen.
Beide Sterne können während des Helligkeitsmaximums gerade noch mit bloßem Auge wahrgenommen werden. Zur Beobachtung im Minimum benötigt man ein Fernglas.
R Monocerotis ist ein veränderlicher Stern inmitten des Reflexionsnebels NGC 2261. Der Stern selbst ist nicht direkt im Nebel beobachtbar.
V838 Monocerotis ist etwa 20.000 Lichtjahre entfernt. Im Januar 2002 beobachtete das Hubble-Teleskop einen heftigen Helligkeitsausbruch.

### Messier- und NGC-Objekte
| NGC  | Größe (mag) | Typ                                                 | Name                                          |
| ---- | ----------- | --------------------------------------------------- | --------------------------------------------- |
| 2323 | 5,9         | Offener Sternhaufen                                 | Messier 50                                    |
| 2170 |             | Reflexionsnebel                                     |                                               |
| 2232 | 4,2         | Offener Sternhaufen                                 |                                               |
| 2236 | 8,5         | Offener Sternhaufen                                 |                                               |
| 2237 | 14          | Emissionsnebel                                      | Teil des Rosettennebels                       |
| 2244 | 5,8         | Offener Sternhaufen                                 | Teil des Rosettennebels                       |
| 2250 | 8,9         | Offener Sternhaufen                                 |                                               |
| 2251 | 7,3         | Offener Sternhaufen                                 |                                               |
| 2261 | 9,0         | Reflexionsnebel                                     | Hubbles Veränderlicher Nebel                  |
| 2264 |             | H-II-Gebiet, offener Sternhaufen und diffuser Nebel | Ein Teil ist der „Weihnachtsbaumsternhaufen“. |
| 2269 | 10,0        | Offener Sternhaufen                                 |                                               |
| 2286 | 7,5         | Offener Sternhaufen                                 |                                               |
| 2301 | 6,0         | Offener Sternhaufen                                 |                                               |
| 2324 | 8,4         | Offener Sternhaufen                                 |                                               |
| 2335 | 7,2         | Offener Sternhaufen                                 |                                               |
| 2343 | 6,7         | Offener Sternhaufen                                 |                                               |
| 2353 | 7,1         | Offener Sternhaufen                                 |                                               |

M 50 ist ein Offener Sternhaufen in 3000 Lichtjahren Entfernung. Er enthält etwa 100 Sterne und kann bereits mit einem Prismenfernglas beobachtet werden. Im Teleskop bietet sich ein sehr schöner Anblick.
Der offene Sternhaufen NGC 2244 ist 5000 Lichtjahre entfernt. Er kann ebenfalls mit dem Fernglas beobachtet werden. Der Sternhaufen liegt im Zentrum des berühmten Rosettennebels. Die relativ jungen, leuchtkräftigen Sterne des Sternhaufens regen die umliegenden Gaswolken zum Leuchten an. Im Teleskop sind allerdings nur die dichtesten Regionen erkennbar. Erst auf langbelichteten Fotografien werden komplexe Strukturen sichtbar.
NGC 2261 ist 3000 Lichtjahre entfernt. In Teleskopen erscheint er wie ein kleiner Komet. Es handelt sich um einen Reflexionsnebel, der „Hubbles-Veränderlicher-Nebel“ oder Hubble-Nebel genannt wird. Da der anregende Stern ein Veränderlicher ist und sein Licht von umgebenden Staubwolken unterschiedlich durchgelassen wird, verändert sich die Helligkeit und Größe des Nebels über Wochen und Monate.
Das Gebiet NGC 2264 ist 3000 Lichtjahre entfernt und besteht aus einem Sternhaufen, Teil eines H-II-Gebiets und einem diffusen Nebel. Der Sternhaufen wird aufgrund seiner dreieckigen, spitzen Anordnung auch „Weihnachtsbaum-Sternhaufen“ genannt. Seine Sterne werden von einem diffusen Gasnebel umgeben, in dem sich dunkle Wolken aus Staub und Gas befinden. Einer der Dunkelwolken ist der wegen seiner Form so genannte Konusnebel.
NGC 2301 ist 2.500 Lichtjahre entfernt. Um den Sternhaufen aufzulösen, benötigt man ein Teleskop.
NGC 2324 ist ein Sternhaufen in 15.000 Lichtjahre Entfernung. In größeren Teleskopen wird eine Vielzahl von Sternen sichtbar.

## Trivia
In dem Film Prinzessin Lillifee und das kleine Einhorn ist das Sternbild Einhorn der Wegweiser nach Bluetopia.